# モントルー・オーベルラン・ベルノワ鉄道De4/4 27-28形電車

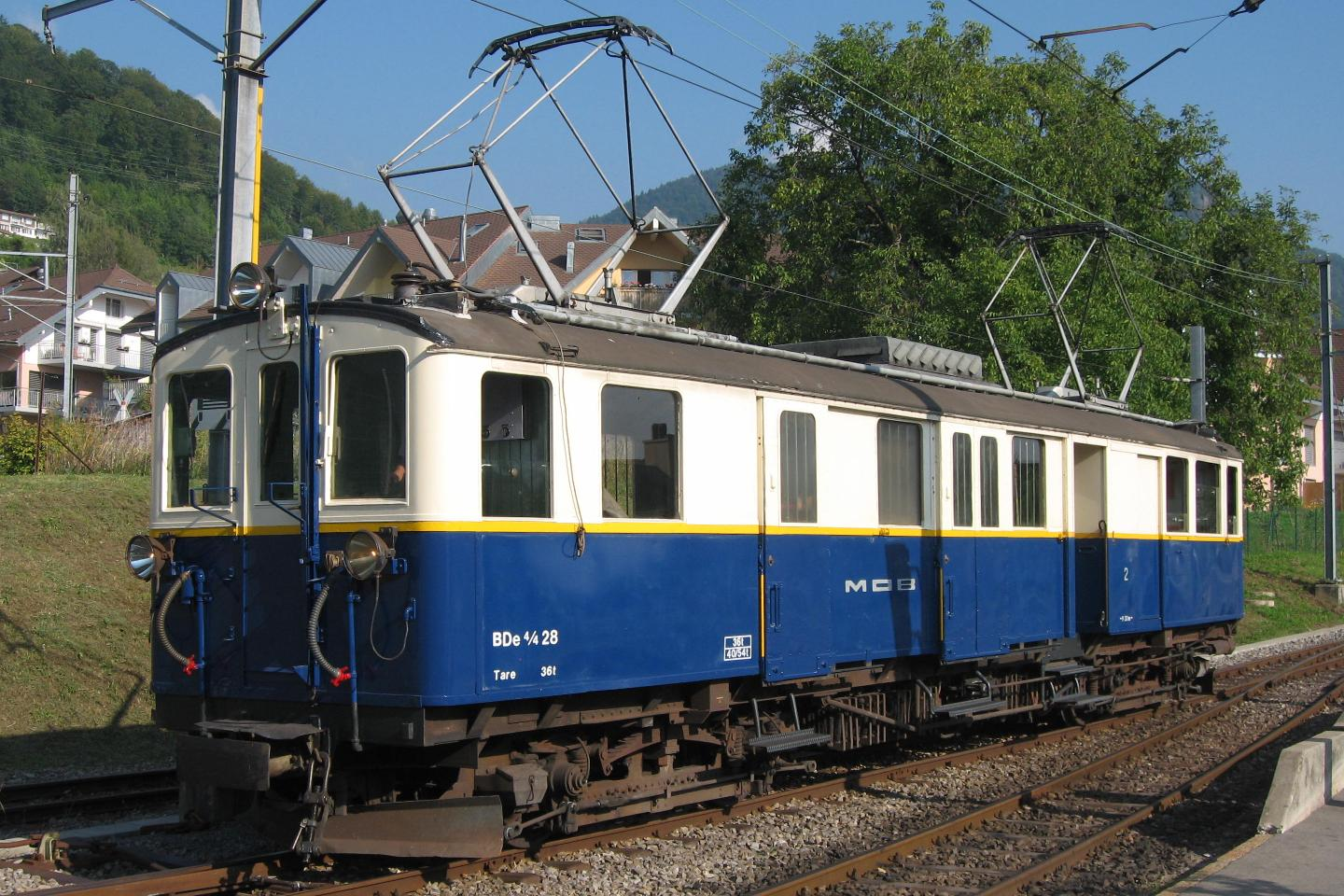
De4/4 28号機、2012年

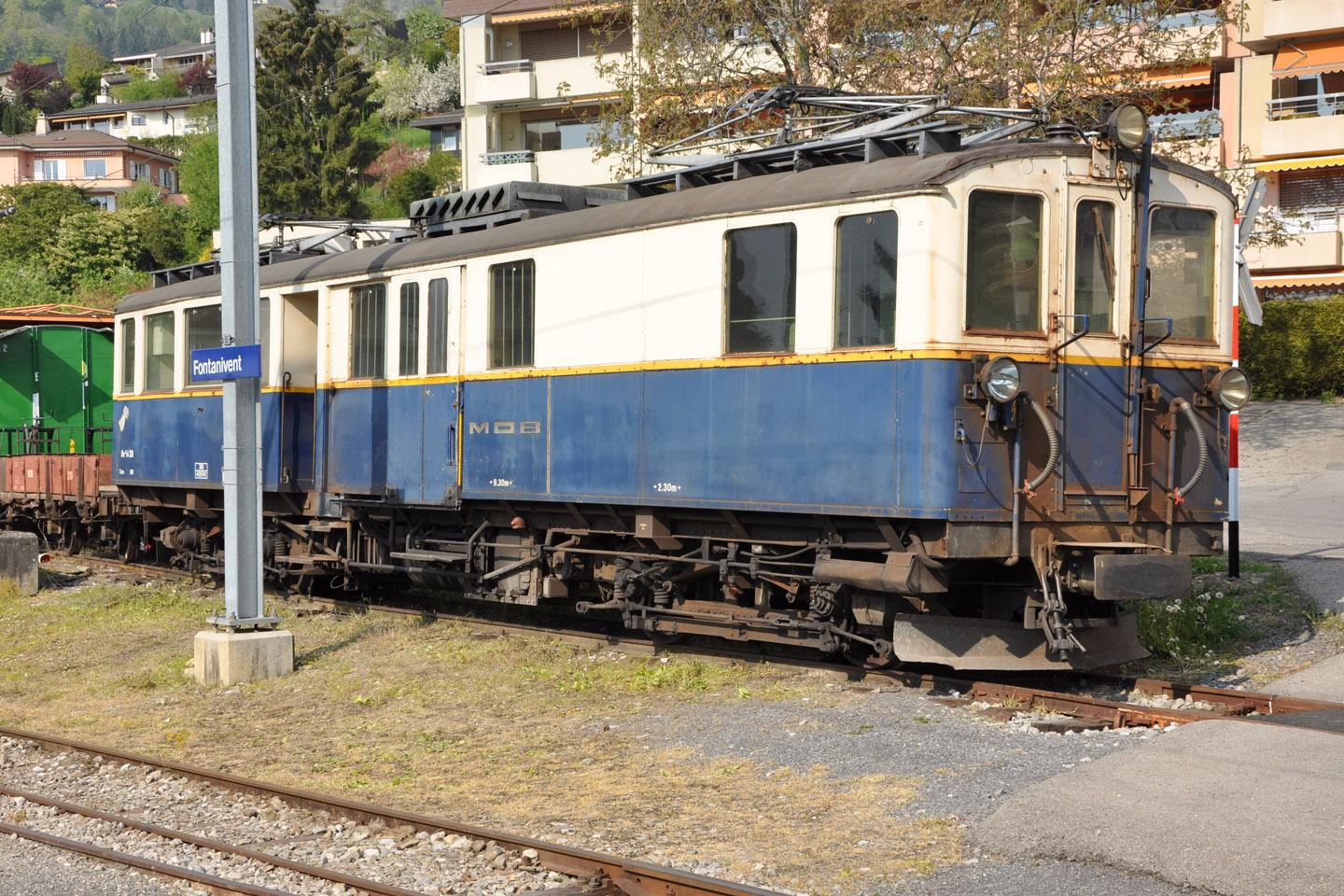
De4/4 28号機、2011年

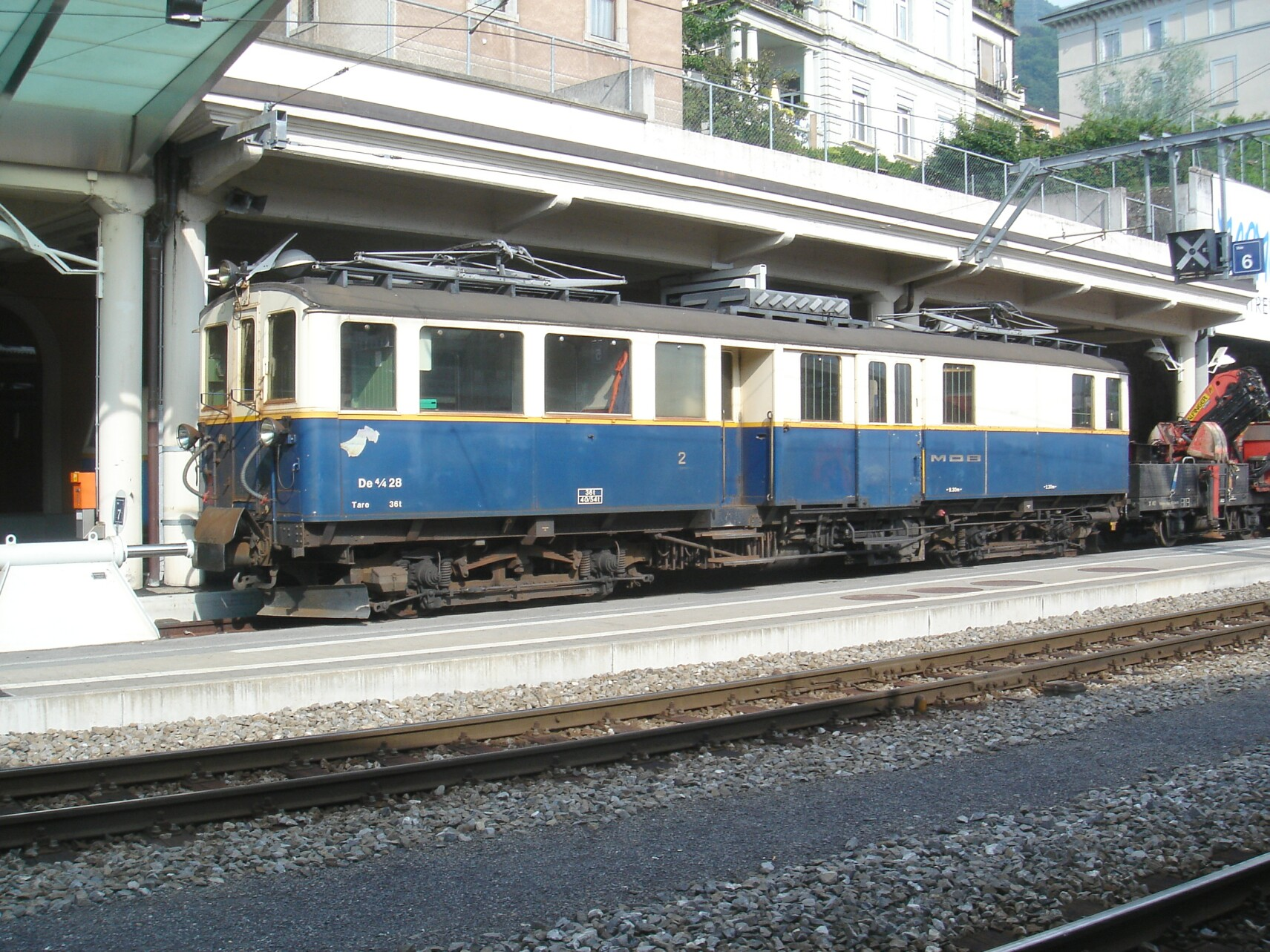
工事列車を牽引するDe4/4 28号機、モントルー駅、2006年

モントルー・オーベルラン・ベルノワ鉄道De4/4 27-28形電車(モントルー・オーベルラン・ベルノワてつどうDe4/4 27-28がたでんしゃ)は、スイス西部のモントルー・オーベルラン・ベルノワ鉄道（Chemin de fer Montreux–Oberland Bernois (MOB)）で使用されていた山岳鉄道用荷物電車である。なお、本機はCFZe4/4形3等・荷物・郵便合造電車として製造されたものであるが、その後1956、62年の称号改正や郵便室と客室の廃止を経てDe4/4形となったものである。

## 概要
スイス西部のモントルー・オーベルラン・ベルノワ鉄道は1901-12年の開業以来、旅客列車、貨物列車ともに電車が牽引をしており、旅客列車には1904-06年製で1時間定格出力192kWの2、3等・荷物合造電車であるBCFe4/4 7-20形の14両が、重量のある列車や貨物列車には1912年製で1時間定格出力336kWのBFZe4/4 23-26形3等・郵便・荷物電車4両が主力として使用されていた。そういった中、1920年代の輸送量の増大に伴い重量のある列車が増加したため、この牽引用として用意された機体がCFZe4/4形として1924年に27、28号機の計2機が導入された本形式である。
本形式はCFZe4/4 23-26形をベースに台枠や車体構造の変更や主電動機の密閉式から自己通風式への改造などの技術の進歩を反映させたものであり、1956年の客室等級の1-3等の3段階から1-2等への2段階への統合と、これに伴う称号改正により本形式の3等室は2等室となって形式記号もCからBに変更となったため、形式名がBFZe4/4形となり、さらに1962年の称号改正により荷物室の形式記号がFからDに変更となったため、形式名がBDZe4/4形となっている。
本形式は抵抗制御により72パーミルで40tを牽引可能な強力機であり、車体、台車、機械部分の製造をSIGが、主制御器、主電動機、電気機器の製造はBBCが担当しており、各機体の機番と機械品/電機品製造所、製造年は以下の通りである。
- 27 - SIG/BBC - 1924年
- 28 - SIG/BBC - 1924年

## 仕様

### 車体
- 車体構造は1923年製のCFZe4/4 27-28形電車と同様の形態の木鉄合造構造で、260mm厚の台枠は中梁などが220×80mm・板厚9mmの鋼材であるほか、70×70mm・板厚12mmの鋼材などを使用したリベット組立式でトラス棒付となっており、その上に木製の車体骨組および屋根を載せて前面および側面外板は鋼アルミニウム板を木ねじ止めとしたものとし、屋根は屋根布張り、床および内装は木製としている。形態は両運転台式で、前後端部の側面がわずかに内側に絞り込まれた形状となっており窓下および窓枠、車体裾部に型帯が入り、窓類は下部左右隅部R無、上部左右隅部はR付きとなっている。また、車体内は前位側から前位側車体が乗務員室、右側を廊下とした郵便室、16m2の荷物室、トイレおよび洗面所、3等[5]客室、乗務員室の配列となっている。
- 正面は隅部がR付で屋根端部が庇状に張出した平妻形態で、中央の貫通扉の左右に正面窓があり、正面下部左右と貫通扉上部に外付式の丸形前照灯が配置され、連結器は台枠取付のねじ式連結器で、緩衝器が中央に、フックとリンクがその下部に設置される当時のスイス標準のスタイルであったが、ベースとなったBFZe4/4 23-26形と比較して正面窓が上寄りの一に変更され屋根のRが浅くなったことと併せて外観が若干異なったものとなっている。
- 側面は右側面が窓扉配置121D1D1D12（乗務員室窓-客室窓-トイレ窓-乗降扉-荷物室窓-荷物室扉-荷物室窓-郵便室扉-郵便室横廊下窓-乗務員室窓）、左側面が窓扉配置11D1D1D21（乗務員室窓-郵便室窓-郵便室扉-荷物室窓-荷物室扉-荷物室窓-乗降扉-客室窓-運転室窓）となっている。扉は荷物室および郵便室左側のものが外吊式片引扉、乗降扉および郵便室右側が開戸となっており、各窓は下落とし窓となっている。また、屋根上は両端部にパンタグラフが計2基とその間に発電ブレーキ用抵抗器が設置されており、従来モントルー・オーベルラン・ベルノワ鉄道では集電装置は大型のビューゲルを使用しており、パンタグラフは本形式で初めて採用されたものとなっている。
- 客室は2+2列の4人掛けでの固定式クロスシートを配置しており座席定員は14名、座席はヘッドレストの無い木製ニス塗りのベンチシート、天井は白、側壁面は木製ニス塗り、荷棚は座席上枕木方向に設置されており、唐草模様の装飾付の金具が使用されている。
- 運転室は当時のスイスの機関車で標準的な同じ立って運転する丸いハンドル式のマスターコントローラーが設置された形態で、正面中央の貫通扉の左側に力行および電気ブレーキ用の大形のマスターコントローラーが、右側にブレーキ用の小形のコントローラーおよび手ブレーキハンドルが設置されており、運転士は状況に応じて運転室内を移動しながら運転を行う。
- 車体塗装はモントルー・オーベルラン・ベルノワ鉄道標準の車体下半部がライトグレー、上半部が白色で、境界となる車体帯板部にグレーの帯が入るものとなっている。また、側面下部の右車端部に"MOB"と形式名、機番の飾り文字が入れられている。なお、車体台枠、床下機器と台車は黒、屋根および屋根上機器はグレーである。
- その後1968年以降に車体下半部が明るいブルーグレー、上半部が白に近いクリーム色、帯板部がグレーの帯となり、その後1976年頃からは車体下半部が濃青色、上半部がクリーム色、帯板部が黄色の帯となっている。なお、標記類は車体下半の左車端部に形式名と機番が、右側にMOBのレタリングが入るように変更され、さらに現在では中央部にMOBのマークが、左車端下部に形式名と機番が入るものとなっている。

### 走行機器
- 制御方式は抵抗制御式で直接制御となっており、直並列段では4基の直流直巻整流子電動機を2基並列を2直列に、並列段では4基並列に接続し、発電ブレーキおよび回生ブレーキ時には電機子は2基直列を2並列に、界磁は4機直列に接続する方式で制御される。
- ブレーキ装置は主制御器による電気ブレーキとして発電ブレーキおよび回生ブレーキ機能を装備するほか、ハーディー式の真空ブレーキと手ブレーキと各台車中央下部に電磁吸着ブレーキを装備しており、真空ポンプは2.2kWの電動機を使用するもの、手ブレーキはサーボモーターによる動作も可能なもの、電磁吸着ブレーキは架線電圧で動作し、27.2tのブレーキ力を発生するものとなっている。
- 台車は軸距2300mm、車輪径945mmの鋼材リベット組立式台車で、心皿はに半径70mmの球面心皿、枕ばねは重ね板ばね、軸ばねはコイルばねで軸箱支持方式はペデスタル式とし、各軸には砂撒き装置を、車体端側下部にはスノープラウを設置している。主電動機は従来の密閉式から自己通風式として小型化と出力増強を図った直流直巻整流子電動機を吊掛式に装荷して歯車比を5.86に設定しているほか、主電動機冷却気は前位側台車は郵便室横廊下部、後位側台車は洗面所部の車体側面のルーバーから採入れられてダクトを経由して供給される方式、基礎ブレーキ装置は片押し式の踏面ブレーキ、ブレーキシリンダは車体取付で台車毎に2基を設置していた。

### 改造
- 27号機は1968年、28号機は1970年に郵便室を廃止しており、形式名もBDZe4/4形からBDe4/4形となっている。
- その後27号機は1986年、28号機は1992年に客室を廃止して事業用の機材置場と、形式名がDe4/4形に変更されている。なお、このほか車体右側の郵便室横廊下部の扉と、主電動機冷却気導入口が変更となり、車体側面のルーバーが埋められている。

### 主要諸元
- 軌間：1000mm
- 電気方式：DC850V 架空線式
- 最大寸法：全長15520mm、車体幅2700mm、屋根高3370mm
- 軸配置：Bo'Bo'
- 軸距：2300mm
- 台車中心間距離：9200mm
- 車輪径：945mm
- 重量：36.2t
- 荷室面積：16m2
- 走行装置
  - 主制御装置：抵抗制御
  - 主電動機：直流直巻整流子電動機×4台（1時間定格出力95kW、連続定格出力70kW）
  - 減速比：5.86
- 性能
  - 出力：365kW（1時間定格、於22km/h、主回路電流592A）
  - 牽引トン数：100t（0-7パーミル）、55t（7-40パーミル）、40t（40-72パーミル）
- 最高速度：50km/h
- ブレーキ装置：真空ブレーキ、手ブレーキ、回生ブレーキ、発電ブレーキ、電磁吸着ブレーキ

## 運行・廃車
- モントルー・オーベルラン・ベルノワ鉄道は全線で全長75.3km、高度差526m、最急勾配68パーミルの山岳路線であり、ツェントラル鉄道[6]ブリューニック線のルツェルン - インターラーケン・オスト間とBLS AG[7]のインターラーケン・オスト - ツヴァイジンメン間、モントルー・オーベルラン・ベルノワ鉄道のツヴァイジンメン - モントルー間を合わせてゴールデンパス・ラインを構成しているほか、ツヴァイジンメン - レンク間の路線を有している。
- 導入後はDZe6/6形などとともに貨物列車の牽引を主として旅客列車の牽引にも使用されており、1980年代以降は事業用列車、工事列車等の牽引も行っているほか、除雪列車にも使用されている。
- その後1983年のGDe4/4形電気機関車の増備などにより次第に定期運用を外れて事業用での運用が主となり、27号機は1996年に運用を外れた後2002年に廃車され、28号機は2008年以降は事業用列車の牽引専用機となり、定期列車の牽引には使用されなくなっているが、歴史的車両として博物館鉄道であるブロネイ-シャンビィ博物館鉄道[8]で運行されることもある。